# 切斯米尔·齐萨日
切斯米尔·齐萨日（捷克語：Čestmír Císař，1920年1月2日—2013年3月24日），捷克斯洛伐克共产党领导人之一，中央书记处书记，布拉格之春的支持者之一。